# RUN=DIM
『RUN=DIM』（ラン・ディム）は、2001年4月1日から同年6月24日までテレビ東京系で放送されたテレビアニメ。全13話。アイディアファクトリーが、韓国のDDSと共同で製作にあたった。アイディアファクトリーよりゲーム化もされている。

## 概要
制作当時の地上波番組では珍しかった全編3DCGアニメであり、近未来世界で日本とアジアの民間組織が武力抗争を繰り広げるという内容である。
タイトルにあるRUN=DIMとは、日本の民間軍事組織「ジーザス」の敵対組織「グリーンフロンティア」の最新型兵器の名称である。

## ストーリー
日本の民間軍事組織「ジーザス」と海外の複合企業「グリーンフロンティア」は宇宙開発事業の覇権争いから、国家を巻き込んだ戦闘状態に突入してしまう。使用される兵器はRBと呼ばれるロボットで、その操縦は人工的に能力強化された少年・少女が行っていた。主人公「森口和人」はジーザスでRBを操り戦闘を繰り返すが、自分を捨て駒にした上層部に失望し、敵対組織「グリーンフロンティア」に亡命。物語後半からは、かつての仲間たちと敵味方として対峙することになる。

## 登場人物
森口 和人
声：宮田幸季
本作の主人公。ジーザスのアール＝メデのプレイヤー。AI適合者で、父親の作るRBに乗りたいという夢を持っていた。訓練期間を終えた後、正式にジーザスのRBプレイヤーとしてグリーンフロンティアと戦っていたが、E4発射の囮に知らず利用され見捨てられてしまう。その後、ケンに救われ、そのままグリーンフロンティアに亡命と同時に新型ランディムのプレイヤーとなり、かつての仲間達と戦うのであった。
麻生 かんな
声：有島もゆ
本作のヒロイン。ジーザスのアール＝メデのプレイヤー。AI適合者。和人とは訓練機関から同期で、更衣室を男女間違えて使用したことで和人と初対面。いろいろと言い争う口喧嘩友達という関係を築いてしまうが、何かに必死になる和人に多少意識している。その後、E4爆発により和人は戦死したという知らせを受け少し落ち込んでいたが、E4シャトル護衛命令が下され、新型RB＝アイラと共に宇宙へ旅立つ。そして宇宙で戦死したと思われた和人と再会。グリーンフロンティアの一員となった和人と対決し、E4シャトル内で和人に拳銃を向けるのであった。
幼い妹が居て、保育所に預けている。そして、両親が死んだことは知らない。
- 冴木俊：草尾毅
- 紺野伊杏：金月真美
- 宮内眞平：中井和哉
- 吉岡正郎：伊藤健太郎
- 本田仁：森久保祥太郎
- 野島優：川田紳司
- ケン・ミューラー：置鮎龍太郎
- ユウ・未来：長沢美樹
- 八木原宗一：銀河万丈

## 登場メカ
- グリーンフロンティア
  - ランディム＋α
  - ランディムプロトタイプ
  - スケルティア
- ジーザス
  - アール＝メデ
  - グプッジョン
  - プロトタイプアイラ
  - 量産型アイラ
- そよかぜ
- e4シャトル

## スタッフ
- Original Creator & Script（原作・脚本） - Shingo Kuwana
- Supervision & Planing - Koichi Ohta、J.G. Lee、K.C. Kim
- Director - Taisuke Katou
- Storyboard & Episode Director - Taisuke Katou, Yoshiaki Sato
- Character Design - Hiromi Furuhara、Sayuri Suzuki
- Mechanical & Background（メカニックデザイン・背景デザイン） - Hirofumi Sugimoto
- Animation Director - Hyo Sun Hwang
- Art Director（美術監督） - Heung-Min Park
- Computer Graphics Supervisor（CGスーパーバイザー） - Kenneth Shim
- Sound Director（音響監督） - Hiromi Kikuta
- Sound Production（音響制作） - Aoni production Co.,Ltd.
- Music（音楽） - Kuniaki Haishima
- Producer - Makiko Iwata（TV TOKYO）、Sadao Nakamura（Alpha）
- Animation Producer - Sang Woo Goh
- Production - Alpha Broadcast Production,Digital Dream Studios Co,Ltd.,IDEA FACTORY Co,Ltd.,TV TOKYO Corporation

## 主題歌
オープニングテーマ「Legend」
作詞 - Satomi Ariyoshi / 作曲 - LEGOLGEL with Takeo Miratsu / 歌 - LEGOLGEL
エンディングテーマ「Heaven Knows」
作詞 - Chokkyu Murano / 作曲 - Ataru Sumiyoshi / 編曲 - Nobuhiro Makino / 歌 - Nana Mizuki

## 各話リスト
| 話数     | サブタイトル |           | 話数               | サブタイトル |
| -------- | ------------ | --------- | ------------------ | ------------ |
| EPISODE1 | 適合者、集合 | EPISODE8  | 縮まぬ、距離       |              |
| EPISODE2 | 初めての闘い | EPISODE9  | e4、発射           |              |
| EPISODE3 | 第三の刺客   | EPISODE10 | 追撃               |              |
| EPISODE4 | ゆだねる運命 | EPISODE11 | 伝わる、伝わらない |              |
| EPISODE5 | 侵攻作戦     | EPISODE12 | 僚友、突進         |              |
| EPISODE6 | 昨日、今日   | EPISODE13 | 心の中の、正義     |              |
| EPISODE7 | 君を信じよう |           |                    |              |

## 放送局
| 放送地域       | 放送局         | 放送期間               | 放送日時         | 放送系列       | 備考   |
| -------------- | -------------- | ---------------------- | ---------------- | -------------- | ------ |
| 関東広域圏     | テレビ東京     | 2001年4月1日 - 6月24日 | 日曜 6:30 - 7:00 | テレビ東京系列 | 製作局 |
| 福岡県         | TVQ九州放送    | 2001年4月5日 -         | 木曜 5:15 - 5:45 | テレビ東京系列 |        |
| 岡山県・香川県 | テレビせとうち | 2001年4月7日 -         | 土曜 6:15 - 6:45 | テレビ東京系列 |        |
| 愛知県         | テレビ愛知     | 2001年4月7日 -         | 土曜 6:30 - 7:00 | テレビ東京系列 |        |
| 大阪府         | テレビ大阪     | 2001年4月7日 -         | 土曜 6:30 - 7:00 | テレビ東京系列 |        |
| 北海道         | テレビ北海道   | 2001年4月7日 -         | 土曜 7:00 - 7:30 | テレビ東京系列 |        |

## ゲーム
- THE MECH SMITH RUN＝DIM - PlayStation 2用ソフト。
- RUN=DIM AS Black Soul - ドリームキャスト用ソフト。
- RUN＝DIM －Return of Earth－ - ワンダースワンカラー専用ソフト（デジタルドリームより発売）。